# Obligacja wymienna
Obligacja wymienna (exchangable bonds) - papier wartościowy umożliwiający posiadaczowi obligacji ich wymianę na określoną liczbę akcji zwykłych przedsiębiorstwa innego niż emitent.
Więcej: Obligacja zamienna